# Olympische Winterspiele 1994/Teilnehmer (Bulgarien)
| Gelbes Symbol für Goldmedaillen mit stilisierten Olympischen Ringen | Graues Symbol für Silbermedaillen mit stilisierten Olympischen Ringen | Braundes Symbol für Bronzemedaillen mit stilisierten Olympischen Ringen |
| ------------------------------------------------------------------- | --------------------------------------------------------------------- | ----------------------------------------------------------------------- |
| —                                                                   | —                                                                     | —                                                                       |

Bulgarien nahm an den Olympischen Winterspielen 1994 im norwegischen Lillehammer mit einer Delegation von 17 Athleten in sieben Disziplinen teil, davon zehn Männer und sieben Frauen. Ein Medaillengewinn gelang keinem der Athleten.
Fahnenträgerin bei der Eröffnungsfeier war die Biathletin Nadeschda Alexiewa.

## Teilnehmer nach Sportarten

### Biathlon
| Athleten                                                             | Wettbewerbe        | Zeit        | Fehler      | Rang |
| -------------------------------------------------------------------- | ------------------ | ----------- | ----------- | ---- |
| Frauen                                                               |                    |             |             |      |
| Nadeschda Alexiewa                                                   | 15 km Einzel       | 59:15,0 min | 3 (0+1+1+1) | 47   |
| Ekaterina Dafowska                                                   | 7,5 km Sprint      | 27:54,4 min | 1 (0+1)     | 29   |
| Marija Manolowa                                                      | 7,5 km Sprint      | 29:26,7 min | 2 (0+2)     | 52   |
| Marija Manolowa                                                      | 15 km Einzel       | 55:58,2 min | 2 (1+1+0+0) | 22   |
| Iwa Schkodrewa                                                       | 7,5 km Sprint      | 27:00,6 min | 0 (0+0)     | 11   |
| Iwa Schkodrewa                                                       | 15 km Einzel       | 58:48,2 min | 4 (2+0+2+0) | 41   |
| Marija Manolowa Nadeschda Alexiewa Ekaterina Dafowska Iwa Schkodrewa | 4 × 7,5 km-Staffel | 2:00:16,2 h | 3           | 13   |
| Männer                                                               |                    |             |             |      |
| Krassimir Widenow                                                    | 10 km Sprint       | 30:59,3 min | 1 (0+1)     | 31   |
| Krassimir Widenow                                                    | 20 km Einzel       | 1:05:21,4 h | 6 (2+1+2+1) | 60   |

### Bob
| Athleten                             | Wettbewerb | Lauf 1  | Lauf 1 | Lauf 2  | Lauf 2 | Lauf 3  | Lauf 3 | Lauf 4  | Lauf 4 | Gesamt      | Gesamt |
| Athleten                             | Wettbewerb | Zeit    | Rang   | Zeit    | Rang   | Zeit    | Rang   | Zeit    | Rang   | Zeit        | Rang   |
| ------------------------------------ | ---------- | ------- | ------ | ------- | ------ | ------- | ------ | ------- | ------ | ----------- | ------ |
| Männer                               |            |         |        |         |        |         |        |         |        |             |        |
| Zwetosar Wiktorow Walentin Atanassow | Zweierbob  | 53,79 s | 26     | 53,85 s | 25     | 54,20 s | 28     | 53,97 s | 24     | 3:35,81 min | 25     |

### Eiskunstlauf
| Athleten             | Wettbewerbe | Pflichttanz 1 | Pflichttanz 1 | Pflichttanz 2 | Pflichttanz 2 | Originaltanz | Originaltanz | Kurzprogramm | Kurzprogramm | Kür/Kürtanz | Kür/Kürtanz | Gesamt    | Gesamt |
| Athleten             | Wettbewerbe | Bewertung     | Rang          | Bewertung     | Rang          | Bewertung    | Rang         | Bewertung    | Rang         | Bewertung   | Rang        | Bewertung | Rang   |
| -------------------- | ----------- | ------------- | ------------- | ------------- | ------------- | ------------ | ------------ | ------------ | ------------ | ----------- | ----------- | --------- | ------ |
| Frauen               |             |               |               |               |               |              |              |              |              |             |             |           |        |
| Zwetelina Abraschewa | Einzel      | —             | —             | —             | —             | —            | —            | 11,0         | 22           | 24,0        | 24          | 35,0      | 24     |

### Rennrodeln
| Athlet                              | Wettbewerb   | Lauf 1   | Lauf 1 | Lauf 2   | Lauf 2 | Lauf 3 | Lauf 3 | Lauf 4 | Lauf 4 | Gesamt       | Gesamt |
| Athlet                              | Wettbewerb   | Zeit     | Rang   | Zeit     | Rang   | Zeit   | Rang   | Zeit   | Rang   | Zeit         | Rang   |
| ----------------------------------- | ------------ | -------- | ------ | -------- | ------ | ------ | ------ | ------ | ------ | ------------ | ------ |
| Männer                              |              |          |        |          |        |        |        |        |        |              |        |
| Ilko Karatscholow Iwan Karatscholow | Doppelsitzer | 50,936 s | 19     | 50,827 s | 19     | —      | —      | —      | —      | 1:41,763 min | 19     |

### Shorttrack
| Athleten          | Wettbewerbe | Vorlauf     | Vorlauf | Viertelfinale | Viertelfinale | Halbfinale    | Halbfinale    | Finale        | Finale        | Rang |
| Athleten          | Wettbewerbe | Zeit        | Rang    | Zeit          | Rang          | Zeit          | Rang          | Zeit          | Rang          | Rang |
| ----------------- | ----------- | ----------- | ------- | ------------- | ------------- | ------------- | ------------- | ------------- | ------------- | ---- |
| Frauen            |             |             |         |               |               |               |               |               |               |      |
| Ewgenija Radanowa | 500 m       | 50,67 s     | 3       | ausgeschieden | ausgeschieden | ausgeschieden | ausgeschieden | ausgeschieden | ausgeschieden | 23   |
| Ewgenija Radanowa | 1000 m      | 1:45,67 min | 3       | ausgeschieden | ausgeschieden | ausgeschieden | ausgeschieden | ausgeschieden | ausgeschieden | 21   |

### Ski Alpin
| Athleten       | Wettbewerbe        | 1. Lauf     | 1. Lauf | 2. Lauf     | 2. Lauf | Gesamt      | Gesamt |
| Athleten       | Wettbewerbe        | Zeit        | Rang    | Zeit        | Rang    | Zeit        | Rang   |
| -------------- | ------------------ | ----------- | ------- | ----------- | ------- | ----------- | ------ |
| Männer         |                    |             |         |             |         |             |        |
| Petar Ditschew | Abfahrt            | —           | —       | —           | —       | 1:51,07 min | 44     |
| Petar Ditschew | Alpine Kombination | 1:42,41 min | 42      | 1:46,20 min | 24      | 3:28,61 min | 26     |
| Petar Ditschew | Slalom             | DNF         | DNF     | DNF         | DNF     | DNF         | DNF    |
| Ljubomir Popow | Alpine Kombination | 1:42,41 min | 42      | 1:42,63 min | 16      | 3:25,04 min | 19     |
| Ljubomir Popow | Riesenslalom       | DNF         | DNF     | DNF         | DNF     | DNF         | DNF    |
| Ljubomir Popow | Slalom             | DNF         | DNF     | DNF         | DNF     | DNF         | DNF    |
| Ljubomir Popow | Super-G            | —           | —       | —           | —       | 1:37,01 min | 35     |

### Skilanglauf
| Athleten           | Wettbewerbe      | Zeit        | Rang |
| ------------------ | ---------------- | ----------- | ---- |
| Frauen             |                  |             |      |
| Irina Nikultschina | 5 km klassisch   | 16:41,6 min | 57   |
| Irina Nikultschina | 10 km Verfolgung | 33:38,6 min | 43   |
| Irina Nikultschina | 15 km Freistil   | 47:03,5 min | 44   |
| Irina Nikultschina | 30 km klassisch  | 1:36:06,3 h | 38   |
| Männer             |                  |             |      |
| Slawtscho Batinkow | 10 km klassisch  | 28:02,2 min | 69   |
| Slawtscho Batinkow | 15 km Verfolgung | 44:27,5 min | 60   |
| Slawtscho Batinkow | 30 km Freistil   | 1:24:19,4 h | 58   |
| Iskren Plankow     | 10 km klassisch  | 28:39,0 min | 74   |
| Iskren Plankow     | 15 km Verfolgung | 46:32,5 min | 67   |
| Petar Sografow     | 10 km klassisch  | 29:49,4 min | 81   |
| Petar Sografow     | 15 km Verfolgung | 47:22,2 min | 70   |
| Petar Sografow     | 30 km Freistil   | 1:27:18,6 h | 64   |